# Nike z Delos
Nike z Delos – starożytna grecka rzeźba z okresu archaicznego, będąca jednym z najstarszych znanych przedstawień bogini Nike. Znajduje się w zbiorach Narodowego Muzeum Archeologicznego w Atenach.
Mierząca 90 cm wysokości rzeźba wykonana została z marmuru paryjskiego. Datowana na około 550 rok p.n.e., odnaleziona została w 1877 roku na wyspie Delos na terenie sanktuarium Apollina i w obecnym kształcie stanowi rekonstrukcję złożoną z wielu fragmentów. Ubytki obejmują prawą rękę postaci od połowy przedramienia, fragment lewej ręki powyżej nadgarstka, prawą nogę poniżej kostki i lewą poniżej kolana.
Na podstawie znalezionej nieopodal bazy z inskrypcją dedykacyjną jest tradycyjnie przypisywana Archermosowi z Chios. Treść inskrypcji głosi: Uderzający z daleka [Apollinie, przyjmij tę] piękną statuę, dzieło zręcznego Achermosa, od Mikiadesa z Chios... Nie ma jednak pewności, czy baza pochodzi z tego właśnie posągu. Istnieją także wątpliwości co do tożsamości przedstawionej postaci, która zdaniem części badaczy może być Gorgoną.
Rzeźba przedstawia uskrzydloną postać kobiecą ukazaną w biegu, z charakterystycznym dla sztuki okresu archaicznego przyklęknięciem. Odziana jest w chiton i peplos, spięte tarczowatymi broszami. Budowę ciała zaakcentowano wcięciem w talii podkreślonym dodatkowo przez pasek. Kończyny górne są zgięte w stawach łokciowych, jedna skierowana jest ku dołowi, druga uniesiona w górę. Na plecach i piętach wyrastają jej skrzydła. Nike zwrócona jest w lewo, jednak głowę i tors ukazano przodem do oglądającego. W uszach postaci oraz wieńczącym czoło diademie widoczne są otwory, w których najprawdopodobniej kiedyś umieszczone były metalowe ozdoby.